# ماغوايلا
بلدية ماغوايلا (بالإسبانية: Maguilla)‏, هي إحدى بلديات مقاطعة بطليوس, التي تقع في منطقة إكستريمادورا, والتي تقع في غرب إسبانيا.
يبلغ عدد سكانها 1.120 نسمة وفقاً لإحصائية سنة (2002).